# ミライ☆モンスター
『ミラモンGOLD』は、フジテレビ系列で2014年4月6日より毎週日曜11:15 - 11:45に放送されているドキュメンタリー番組。
本項目では番組開始から2025年3月30日までは『ミライ☆モンスター』や、2022年4月から2024年9月までライオン一社提供番組として改題し放送されていた『ライオンのミライ☆モンスター』についても扱うものとする。なお、開始当初から2017年3月26日まではトヨタ自動車、同年4月2日から2021年3月28日までは旭化成一社提供番組であった（その後は同社筆頭の複数社提供）。ライオンが降板後は複数社提供へ移行。

## 概要

### ミライ☆モンスター
2017年3月までの3年間は2020年の東京オリンピック・東京パラリンピックの開催が決定し、その東京オリンピックや将来の可能性を秘めたアスリートの卵（番組内ではミライモンスターと表現）たちにスポットライトを当て、MCの関根勤、高橋みなみ、ミライ☆モンスター紹介人の澤部佑（ハライチ）、又吉直樹（ピース）の4人がそのアスリートの原石となる彼らを応援するというものであった。関根・澤部・又吉は本番組の前番組である『笑っていいとも!増刊号』（1982年開始）終了時のレギュラーから引き続き当番組に出演した。
2017年4月2日から番組が3年ぶりにリニューアルされ、提供がトヨタ自動車から旭化成に変更となった。これにより、『メトロポリタンジャーニー』（1997年3月終了）以来20年振りにフジテレビでの旭化成一社提供番組が復活した。スポンサー交代に伴い、かねてからトヨタがサポートしており当番組で「ミラモン☆ナビゲーター」を務めてきたAKB48チーム8メンバーの番組出演が3年で終了し、その代わりに2017年以降旭化成グループキャンペーンモデルが次回予告の紹介人として参加するほか、「ミライ☆モンスター紹介人」としてじゅんいちダビッドソンなど芸人数人が、さらに「ミライ☆モンスター世代代表」としてAKB48の高橋朱里が加入した。これまでは将来の可能性を秘めたアスリートの卵たちにスポットライトを当てていたが、リニューアルにより将来の可能性を秘めた様々な業界（旭化成協賛・読売新聞主催の日本科学大賞との連動企画も含まれる）の卵たちにスポットライトを当てる番組へと変更された。しかし、スポーツ以外の卵を扱う回の頻度は低い。
2018年3月25日の放送で初回から出演していた高橋みなみが降板し、AKB48の横山由依が翌4月1日放送分から後任のMCとして加入することが発表され、加えて週代わりだった紹介人のカミナリの石田たくみが昇格となった。高橋朱里が2019年3月で降板したあと、4月7日からはAKB48の矢作萌夏が加入、またミライ☆モンスター紹介人として初の俳優でもある磯村勇斗が加入した。12月29日で矢作が降板となり、2020年1月5日よりAKB48の岡部麟が加入した。2021年12月26日の放送で横山が降板し、2022年1月9日よりAKB48の岡田奈々が加入した。

### ライオンのミライ☆モンスター
2022年4月の改編で姉妹番組だった『ライオンのグータッチ』が3月で終了したため、ライオン一社提供枠は当番組に移行。2022年4月3日放送から番組名も『ライオンのミライ☆モンスター』に変更。合わせて番組もリニューアルされた。スポンサー交代に伴い当番組で次回予告の紹介人として務めてきた旭化成グループキャンペーンモデルの番組出演が終了し、替わって企業マスコットキャラクター『ライオンちゃん』が参加している。更に視聴者企画として『教えて!みんなの勝負メシ 投稿!ミラモン食堂』が新設された。2023年1月8日は、番組初の1時間スペシャル「新春スペシャル」が10:45 - 11:45まで放送。2023年3月26日放送で岡田・磯村が降板し、2023年4月2日よりAKB48の小栗有以・アルコ&ピースの平子祐希が加入した。2024年3月17日放送で岡部が降板した。2024年6月30日放送で石田が降板し、2024年7月7日より令和ロマンの松井ケムリが加入した。
2024年4月に番組開始10周年を迎えた。

### ライオンが降板、再びミライ☆モンスターへ
2024年秋改編でライオンが降板することが明らかになり、2024年9月29日放送をもって『ライオンのミライ☆モンスター』としての放送は終了。これに伴い、フジテレビから1964年（昭和39年）開始の『ライオン奥様劇場』以降、通算60年に渡って続いていたライオン一社提供番組が終止符を打つことになった。スポンサー降板と同時に連動データ放送、ライオンちゃんの出演も終了した。翌10月6日分からは再び『ミライ☆モンスター』に戻り、合わせて番組もリニューアルされた。
2025年3月30日の放送分をもって番組の大幅リニューアルに伴い、番組開始以来MCを務めていた関根を含めた出演者全員が降板した。

### ミラモンGOLDへ大幅リニューアル
2025年4月6日放送分より『ミラモンGOLD』に改題する予定。MCは「ミラモン応援隊長」としてせいや（霜降り明星）が務める。ミラモン紹介人は新たに横澤夏子、丸山桂里奈が加入した。新たに「ミラモン同世代応援団」として綾瀬ことり（Rain Tree）がレギュラー出演する。

## 出演者
※出演者の肩書は収録・放送当時のもの。
MC
- せいや（霜降り明星）（2025年4月6日　- ）

ミラモン紹介人（横澤と丸山で放送回毎に交代）
- 横澤夏子（2025年4月6日　- ）
- 丸山桂里奈（2025年4月6日　- ）

ミラモン同世代応援団
- 綾瀬ことり（Rain Tree）（2025年4月6日　- ）

### 過去の出演者
MC
- 関根勤（番組開始 - 2025年3月30日）
- 高橋みなみ（当時AKB48、2014年4月6日 - 2018年3月25日）
- 高橋朱里（当時AKB48、2017年4月16日 - 2019年3月31日、肩書は「アイドル界のミライ☆モンスター」）
- 矢作萌夏（当時AKB48、2019年4月7日 - 12月29日、肩書は「アイドル界のミライ☆モンスター」）
- 横山由依（当時AKB48、2018年4月1日 - 2021年12月26日）
- 岡田奈々（当時AKB48、2022年1月9日 - 2023年4月2日）
- 岡部麟（当時AKB48、2020年1月5日 - 2024年3月17日）[注 6]
- 小栗有以（AKB48、2023年4月2日 - 2025年3月30日）[注 6]

ミライ☆モンスター 紹介人
- 澤部佑（ハライチ）（2014年4月6日 - 2017年3月26日）
- 又吉直樹（ピース）（2014年4月6日 - 2019年3月31日）
- じゅんいちダビッドソン（2017年4月9日 - ）
- 飯塚悟志（東京03、2017年4月23日 - ）
- 金子学（うしろシティ、2017年5月7日 - ）
- 井川修司（イワイガワ、2017年5月21日 - ）
- 石田たくみ（カミナリ、2017年5月28日 - 2024年6月30日）
- のり（オテンキ、2017年6月18日 - ）
- ラブレターズ
  - 溜口佑太朗（2017年7月23日 - ）
  - 塚本直毅（2017年12月10日 - ）
- 関太（タイムマシーン3号、2017年8月6日 - ）
- やす（ずん、2017年8月20日 - ）
- アキラ100%（2017年8月27日 - ）
- 平岡佐智男（コーヒールンバ、2017年9月24日 - ）
- 小宮浩信（三四郎、2017年10月22日 - ）
- 尾関高文（ザ・ギース、2017年11月26日 - ）
- オラキオ（2018年1月7日 - ）
- 永野（2019年4月21日）
- 磯村勇斗（2019年4月7日 - 2023年3月26日）
- 平子祐希（アルコ&ピース、2023年4月2日 - 2025年3月30日）
- 松井ケムリ（令和ロマン、2024年7月7日 - 2025年3月30日）

ミラモン☆ナビゲーター
- AKB48 Team 8メンバー[注 7]（2014年4月6日 - 2017年3月26日[注 8]）：スポンサー交代に伴うもの。

次回予告紹介
- 大伴理奈（2017年4月2日 - 2018年3月25日、2017年旭化成グループキャンペーンモデル）
- 北向珠夕（2018年4月1日 - 2019年3月31日、2018年旭化成グループキャンペーンモデル）
- 谷口桃香（2019年4月7日 - 2020年3月29日、2019年旭化成グループキャンペーンモデル）
- 橘遥菜（2020年4月5日 - 2022年3月27日、2020年・2021年旭化成グループキャンペーンモデル）
- ライオンちゃん（2022年4月3日 - 2024年9月29日）

### ゲスト
スタジオゲスト
- 川栄李奈（当時AKB48）（第8回）
- 生駒里奈（当時乃木坂46/AKB48兼任）（第9回）
- 小嶋真子（当時AKB48）（第10回）
- 村田諒太（第33回・第34回）：リアルモンスターとして紹介。ロンドンオリンピック 男子ボクシングミドル級・金メダリスト/当時WBA世界ミドル級王者。
- 原大智（第200回）：平昌オリンピック 男子モーグル・銅メダリスト。川村あんりの幼馴染み・友人としてゲスト出演。

ロケゲスト
- 平野ノラ（第185回）

## 放送日程

### 番組開始から2017年3月まで（トヨタ自動車一社提供時代）
| 取り上げられたアスリート関連 | 取り上げられたアスリート関連 | 取り上げられたアスリート関連 | 取り上げられたアスリート関連 | 取り上げられたアスリート関連 | 取り上げられたアスリート関連              | 今週のミラモンメシ | 今週のミラモンメシ |
| 回                           | 放送日                       | 競技種目                     | 氏名                         | 出身地または 競技活動地      | ミラモン☆ナビゲーター （チーム8メンバー） | 場所               | チーム8メンバー    |
| ---------------------------- | ---------------------------- | ---------------------------- | ---------------------------- | ---------------------------- | ----------------------------------------- | ------------------ | ------------------ |
| 1                            | 4月6日                       | フィギュアスケート           | 三宅星南                     | 岡山県                       | -                                         | -                  | -                  |
| 2                            | 4月13日                      | ゴルフ                       | 宮田志乃                     | 京都府                       | -                                         | -                  | -                  |
| 3                            | 4月20日                      | 相撲                         | 當眞嗣斗                     | 沖縄県                       | -                                         | -                  | -                  |
| 4                            | 4月27日                      | 柔道                         | 出口クリスタ                 | 山梨県                       | -                                         | -                  | -                  |
| 5                            | 5月4日                       | ボクシング                   | 松本圭佑                     | 神奈川県                     | 小田えりな                                | -                  | -                  |
| 6                            | 5月11日                      | バドミントン                 | 大堀彩                       | 福島県                       | 舞木香純                                  | -                  | -                  |
| 7                            | 5月18日                      | 馬術                         | 藤原彩香                     | 兵庫県                       | 山田菜々美                                | -                  | -                  |
| 8                            | 5月25日                      | テニス                       | 松下龍馬                     | 埼玉県                       | 髙橋彩音                                  | -                  | -                  |
| 9                            | 6月1日                       | トランポリン                 | 森ひかる                     | 東京都                       | 小栗有以                                  | -                  | -                  |
| 10                           | 6月8日                       | ガールズケイリン             | 小林優香                     | 佐賀県                       | 福地礼奈                                  | -                  | -                  |
| 11                           | 6月15日                      | 卓球                         | 伊藤美誠                     | 大阪府                       | 永野芹佳                                  | -                  | -                  |
| 12                           | 6月22日                      | ウエイトリフティング         | 糸数加奈子                   | 石川県                       | 北玲名                                    | -                  | -                  |
| 13                           | 6月29日                      | 女子野球                     | 加藤優                       | 東京都                       | 小栗有以                                  | -                  | -                  |
| 14                           | 7月6日                       | BMX                          | 朝比奈綾香                   | 大阪府                       | 永野芹佳                                  | -                  | -                  |
| 15                           | 7月13日                      | レスリング                   | 村田夏南子                   | 東京都                       | 小栗有以                                  | -                  | -                  |
| 16                           | 7月20日                      | ゴルフ                       | 大嶋炎                       | 岡山県                       | 人見古都音                                | -                  | -                  |
| 17                           | 8月3日                       | サーフィン                   | 宮城和真                     | 沖縄県                       | 宮里莉羅                                  | -                  | -                  |
| 18                           | 8月10日                      | 水泳                         | 阪本祐也                     | 三重県                       | 山本亜依                                  | -                  | -                  |
| 19                           | 8月17日                      | 体操                         | 村上茉愛                     | 東京都                       | 小栗有以                                  | -                  | -                  |
| 20                           | 8月24日                      | 柔道                         | ベイカー茉秋                 | 神奈川県                     | 小田えりな                                | -                  | -                  |
| 21                           | 8月31日                      | バドミントン                 | 大堀彩                       | 福島県                       | 舞木香純                                  | -                  | -                  |
| 22                           | 9月7日                       | バレーボール                 | 鈴木祐貴                     | 秋田県                       | 谷川聖                                    | -                  | -                  |
| 23                           | 9月14日                      | テニス                       | 岡村恭香                     | 東京都                       | -                                         | 岐阜県岐阜市       | 服部有菜           |
| 24                           | 9月21日                      | ボクシング                   | 松本圭佑                     | 神奈川県                     | -                                         | 山口県岩国市       | 下尾みう           |
| 25                           | 9月28日                      | フェンシング                 | 上野優佳                     | 大分県                       | -                                         | 愛知県名古屋市     | 藤村菜月           |
| 26                           | 10月5日                      | 競歩                         | 高橋英輝                     | 岩手県                       | -                                         | 北海道旭川市       | 坂口渚沙           |
| 27                           | 10月12日                     | 相撲                         | 當眞嗣斗                     | 沖縄県                       | -                                         | 広島県             | 谷優里             |
| 28                           | 10月19日                     | 砲丸投げ                     | 山本遥                       | 香川県                       | -                                         | 徳島県             | 濵松里緒菜         |
| 29                           | 10月26日                     | 剣道                         | 渡邊タイ                     | 東京都                       | -                                         | 香川県             | 行天優莉奈         |
| 30                           | 11月2日                      | 水球                         | 保田賢也                     | 新潟県                       | -                                         | 高知県             | 廣瀬なつき         |
| 31                           | 11月9日                      | クライミング                 | 大田理裟                     | 山口県                       | -                                         | 愛媛県             | 高岡薫             |
| 32                           | 11月16日                     | アイスホッケー               | 浮田留衣                     | 北海道                       | -                                         | 青森県             | 横山結衣           |
| 33                           | 11月23日                     | ハンドボール                 | 河原畑祐子                   | 東京都                       | -                                         | 京都府             | 太田奈緒           |
| 34                           | 11月30日                     | スピードスケート             | 山田将矢                     | 北海道                       | -                                         | 奈良県             | 大西桃香           |
| 35                           | 12月7日                      | スケートボード               | 西村碧莉                     | 東京都                       | -                                         | 岩手県             | 佐藤七海           |
| 36                           | 12月14日                     | フィギュアスケート           | 本田真凜                     | 京都府                       | -                                         | 滋賀県             | 濵咲友菜           |
| 37                           | 12月21日                     | サッカー                     | 前田翔吾                     | 鹿児島県                     | -                                         | 千葉県             | 吉川七瀬           |

| 取り上げられたアスリート関連 | 取り上げられたアスリート関連 | 取り上げられたアスリート関連 | 取り上げられたアスリート関連 | 取り上げられたアスリート関連 | 今週のミラモンメシ | 今週のミラモンメシ |
| 回                           | 放送日                       | 競技種目                     | 氏名                         | 出身地または 競技活動地      | 場所               | チーム8メンバー    |
| ---------------------------- | ---------------------------- | ---------------------------- | ---------------------------- | ---------------------------- | ------------------ | ------------------ |
| 38                           | 1月4日                       | バレーボール                 | 黒後愛                       | 東京都                       | 福井県             | 長久玲奈           |
| 39                           | 1月11日                      | スキージャンプ               | 五十嵐彩佳                   | 北海道                       | 富山県             | 橋本陽菜           |
| 40                           | 1月18日                      | ボウリング                   | 高淵常志                     | 岡山県                       | 山形県             | 早坂つむぎ         |
| 41                           | 1月25日                      | 春の高校バレー 総集編        | 黒後愛 鈴木祐貴              | 東京都 秋田県                | -                  | -                  |
| 42                           | 2月1日                       | ボブスレー                   | 河野元                       | 宮城県                       | 宮城県             | 佐藤朱             |
| 43                           | 2月8日                       | モーグル                     | 畑田萌香                     | 兵庫県                       | 鳥取県             | 中野郁海           |
| 44                           | 2月15日                      | ビリヤード                   | 平口結貴                     | 北海道                       | 島根県             | 阿部芽唯           |
| 45                           | 3月1日                       | スノーボード ハーフパイプ    | 今井郁海                     | 長野県                       | 和歌山県           | 山本瑠香           |
| 46                           | 3月15日                      | 高飛び込み                   | 西田玲雄                     | 大阪府                       | 新潟県             | 佐藤栞             |
| 47                           | 3月22日                      | ラグビー                     | 梶村祐介                     | 東京都                       | 茨城県             | 岡部麟             |
| 48                           | 3月29日                      | 水泳                         | 阪本祐也                     | 三重県                       | 群馬県             | 清水麻璃亜         |
| 49                           | 4月5日                       | アイスホッケー               | 寺尾勇利                     | 栃木県                       | 栃木県             | 本田仁美           |
| 50                           | 4月12日                      | 柔道                         | 古賀颯人                     | 愛知県                       | 静岡県             | 横道侑里           |
| 51                           | 4月19日                      | 新体操                       | 喜田純鈴                     | 香川県                       | 山梨県             | 左伴彩佳           |
| 52                           | 4月26日                      | アーチェリー                 | 河田悠希                     | 広島県                       | 長野県             | 近藤萌恵里         |
| 53                           | 5月3日                       | バドミントン                 | 大堀彩                       | 福島県                       | 熊本県             | 倉野尾成美         |
| 54                           | 5月10日                      | ウエイトリフティング         | 柏木麻希                     | 東京都                       | 鹿児島県           | 下青木香鈴         |
| 55                           | 5月17日                      | ボクシング                   | 松本圭佑                     | 神奈川県                     | 宮崎県             | 谷口もか           |
| 56                           | 5月24日                      | 野球                         | 森田駿哉                     | 富山県                       | 大分県             | 吉野未優           |
| 57                           | 5月31日                      | ソフトボール                 | 岡村奈々                     | 東京都                       | 長崎県             | 岩﨑萌花           |
| 58                           | 6月7日                       | 陸上男子100m                 | 大嶋健太                     | 東京都                       | 福岡県             | 吉田華恋           |
| 59                           | 6月14日                      | バレーボール                 | 石川祐希                     | イタリア                     | 広島県             | 谷優里             |
| 60                           | 6月21日                      | バスケットボール             | 杉浦佑成                     | 茨城県                       | 山口県             | 下尾みう           |
| 61                           | 6月28日                      | 女子ボクシング               | 河野沙捺                     | 大阪府                       | 岩手県             | 佐藤七海           |
| 62                           | 7月5日                       | 剣道                         | 山田凌平                     | 東京都                       | 秋田県             | 谷川聖             |
| 63                           | 7月12日                      | 柔道                         | 嶺井美穂                     | 神奈川県                     | 佐賀県             | 福地礼奈           |
| 64                           | 7月19日                      | レスリング                   | 園田新                       | 東京都                       | 北海道             | 坂口渚沙           |
| 65                           | 8月2日                       | 体操                         | 宮川紗江                     | 埼玉県                       | 青森県             | 横山結衣           |
| 66                           | 8月9日                       | ゴルフ                       | 蛭田みな美                   | 福島県                       | 岡山県             | 人見古都音         |
| 67                           | 8月16日                      | バレーボール                 | 宮下遥                       | 岡山県                       | 宮崎県             | 谷口もか           |
| 68                           | 8月23日                      | ライフル射撃                 | 清水綾乃                     | 埼玉県                       | 和歌山県           | 山本瑠香           |
| 69                           | 8月30日                      | F3                           | 山下健太                     | 静岡県                       | 鹿児島県           | 下青木香鈴         |
| 70                           | 9月6日                       | 走幅跳                       | 甲斐好美                     | 埼玉県                       | 沖縄県             | 宮里莉羅           |
| 71                           | 9月13日                      | サーフィン                   | 五十嵐カノア                 | アメリカ合衆国               | 埼玉県             | 髙橋彩音           |
| 72                           | 9月20日                      | トライアスロン               | 久保埜南                     | 山梨県                       | 滋賀県             | 濵咲友菜           |
| 73                           | 9月27日                      | 空手                         | 鈴木菜未                     | 東京都                       | 宮城県             | 佐藤朱             |
| 74                           | 10月4日                      | ヨット                       | 小泉颯作                     | 神奈川県                     | 東京都             | 小栗有以           |
| 75                           | 10月11日                     | ウェイクボード               | 棟安優月                     | 大阪府                       | 群馬県             | 清水麻璃亜         |
| 76                           | 10月18日                     | 相撲                         | 當眞嗣斗                     | 沖縄県                       | 神奈川県           | 小田えりな         |
| 77                           | 10月25日                     | サッカー                     | 野田裕喜                     | 熊本県                       | 栃木県             | 本田仁美           |
| 78                           | 11月1日                      | 女子野球                     | 加藤優                       | 神奈川県                     | 岐阜県             | 服部有菜           |
| 79                           | 11月8日                      | ラグビー                     | 竹山晃暉                     | 東京都                       | 愛知県             | 藤村菜月           |
| 80                           | 11月15日                     | ビリヤード                   | 林武志                       | 神奈川県                     | 福島県             | 舞木香純           |
| 81                           | 11月22日                     | トランポリン                 | 森ひかる                     | 東京都                       | 山形県             | 早坂つむぎ         |
| 82                           | 11月29日                     | ボクシング                   | 松本圭佑                     | 神奈川県                     | 島根県             | 阿部芽唯           |
| 83                           | 12月6日                      | バスケットボール             | 平良彰吾                     | 千葉県                       | 新潟県             | 佐藤栞             |
| 84                           | 12月13日                     | アメリカンフットボール       | 岸村恭吾                     | 大阪府                       | 鳥取県             | 中野郁海           |
| 85                           | 12月20日                     | 野球                         | 信樂晃史                     | 宮崎県                       | 大分県             | 吉野未優           |
| 86                           | 12月27日                     | レスリング                   | 櫻井つぐみ                   | 高知県                       | 福井県             | 長久玲奈           |

| 取り上げられたアスリート関連 | 取り上げられたアスリート関連 | 取り上げられたアスリート関連 | 取り上げられたアスリート関連          | 取り上げられたアスリート関連 | 今週のミラモンメシ | 今週のミラモンメシ |
| 回                           | 放送日                       | 競技種目                     | 氏名                                  | 出身地または 競技活動地      | 場所               | チーム8メンバー    |
| ---------------------------- | ---------------------------- | ---------------------------- | ------------------------------------- | ---------------------------- | ------------------ | ------------------ |
| 87                           | 1月10日                      | 女子ラグビー                 | 大黒田裕芽                            | 埼玉県                       | 千葉県             | 吉川七瀬           |
| 88                           | 1月17日                      | 競輪                         | 酒井拳蔵                              | 静岡県                       | 富山県             | 橋本陽菜           |
| 89                           | 1月24日                      | バドミントン                 | 渡辺勇大                              | 福島県                       | 長野県             | 近藤萌恵里         |
| 90                           | 1月31日                      | バスケットボール             | 平良彰吾                              | 千葉県                       | 静岡県             | 横道侑里           |
| 91                           | 2月7日                       | バレーボール                 | 金子聖輝                              | 福岡県                       | 山梨県             | 左伴彩佳           |
| 92                           | 2月14日                      | バレーボール                 | 黒後愛                                | 東京都                       | 石川県             | 北玲名             |
| 93                           | 2月21日                      | スキージャンプ               | 小林陵侑                              | 北海道                       | 三重県             | 山本亜依           |
| 94                           | 2月28日                      | 卓球                         | 張本智和                              | 宮城県                       | 奈良県             | 大西桃香           |
| 95                           | 3月6日                       | フィギュアスケート           | 横井ゆは菜                            | 愛知県                       | 徳島県             | 濵松里緒菜         |
| 96                           | 3月20日                      | スピードスケート             | 堀川大地                              | 北海道                       | 大阪府             | 永野芹佳           |
| 97                           | 3月27日                      | モーグル                     | 伊藤さつき                            | 滋賀県                       | 茨城県             | 岡部麟             |
| 98                           | 4月3日                       | カーリング                   | 中村澪里                              | 青森県                       | 福岡県             | 吉田華恋           |
| 99                           | 4月10日                      | テコンドー                   | 岸田留佳                              | 埼玉県                       | 長崎県             | 岩﨑萌花           |
| 100                          | 4月17日                      | 卒業SP                       | 金子聖輝 古賀颯人 蛭田みな美 當眞嗣斗 | 福岡県 愛知県 福島県 沖縄県  | 愛媛県             | 高岡薫             |
| 101                          | 4月24日                      | スノーボード ビッグエア      | 稲村奎汰                              | 愛知県                       | 香川県             | 行天優莉奈         |
| 102                          | 5月1日                       | 体操                         | 萱和磨                                | 千葉県                       | 高知県             | 廣瀬なつき         |
| 103                          | 5月8日                       | ホッケー                     | 田中花歩                              | 山梨県                       | 京都府             | 太田奈緒           |
| 104                          | 5月15日                      | テニス                       | 綿貫陽介                              | 埼玉県                       | 沖縄県             | 宮里莉羅           |
| 105                          | 5月22日                      | サッカー                     | 三國ケネディエブス                    | 青森県                       | 兵庫県             | 山田菜々美         |
| 106                          | 5月29日                      | 陸上女子100m                 | 宮澤有紀                              | 富山県                       | 熊本県             | 倉野尾成美         |
| 107                          | 6月5日                       | バレーボール                 | 石川真佑                              | 東京都                       | 東京都             | 小栗有以           |
| 108                          | 6月12日                      | 柔道                         | 山本沙羅                              | 和歌山県                     | 北海道             | 坂口渚沙           |
| 109                          | 6月19日                      | テニス                       | 田島尚輝                              | フランス                     | 神奈川県           | 小田えりな         |
| 110                          | 6月26日                      | 体操                         | 萱和磨                                | 千葉県                       | 大阪府             | 永野芹佳           |
| 111                          | 7月3日                       | バスケットボール             | 赤穂さくら                            | 愛知県                       | 青森県             | 横山結衣           |
| 112                          | 7月10日                      | 陸上短距離 女子400m          | 青山聖佳                              | 大阪府                       | 和歌山県           | 山本瑠香           |
| 113                          | 7月17日                      | マウンテンバイク             | 平林安里                              | 長野県                       | 千葉県             | 吉川七瀬           |
| 114                          | 7月31日                      | ゴルフ                       | 立松里奈                              | タイ                         | 埼玉県             | 髙橋彩音           |
| 115                          | 8月7日                       | 砲丸投げ                     | 奥村仁志                              | 福井県                       | 京都府             | 太田奈緒           |
| 116                          | 8月14日                      | フェンシング                 | 敷根崇裕                              | 東京都                       | 滋賀県             | 濵咲友菜           |
| 117                          | 8月21日                      | ビリヤード                   | 平口結貴                              | 北海道                       | 大分県             | 吉野未優           |
| 118                          | 8月28日                      | ゴルフ                       | 蛭田みな美                            | 福島県                       | 宮崎県             | 谷口もか           |
| 119                          | 9月4日                       | 剣道                         | 梶谷彪雅                              | 熊本県                       | 山梨県             | 左伴彩佳           |
| 120                          | 9月11日                      | ボクシング                   | 松本圭佑                              | 神奈川県                     | 宮城県             | 佐藤朱             |
| 121                          | 9月18日                      | バスケットボール             | 田中大貴                              | 東京都                       | 佐賀県             | 福地礼奈           |
| 122                          | 9月25日                      | カヌー                       | 三浦伊織                              | 東京都                       | 兵庫県             | 山田菜々美         |
| 123                          | 10月2日                      | ビーチバレー                 | 村上礼華                              | 愛媛県                       | 山形県             | 早坂つむぎ         |
| 124                          | 10月9日                      | サッカー                     | 細川楓                                | 神奈川県                     | 奈良県             | 大西桃香           |
| 125                          | 10月16日                     | なぎなた                     | 春山りんか                            | 熊本県                       | 徳島県             | 濵松里緒菜         |
| 126                          | 10月23日                     | ラグビー                     | 知念雄                                | 東京都                       | 福井県             | 長久玲奈           |
| 127                          | 10月30日                     | バレーボール                 | 黒後愛                                | 東京都                       | 岡山県             | 人見古都音         |
| 128                          | 11月6日                      | ウエイトリフティング         | 横山太偉雅                            | 三重県                       | 秋田県             | 谷川聖             |
| 129                          | 11月13日                     | 体操                         | 土橋ココ                              | 愛知県                       | 栃木県             | 本田仁美           |
| 130                          | 11月20日                     | 陸上男子100m                 | 川嶋陸                                | 静岡県                       | 広島県             | 谷優里             |
| 131                          | 11月27日                     | 柔道                         | 古賀颯人                              | 東京都                       | 福岡県             | 吉田華恋           |
| 132                          | 12月4日                      | ラグビー                     | 中野将伍                              | 東京都                       | 鹿児島県           | 下青木香鈴         |
| 133                          | 12月11日                     | トランポリン                 | 森ひかる                              | 石川県                       | 山口県             | 下尾みう           |
| 134                          | 12月18日                     | フィギュアスケート           | 横井ゆは菜                            | 愛知県                       | 岐阜県             | 服部有菜           |
| 135                          | 12月25日                     | 体操                         | 萱和磨                                | 千葉県                       | 群馬県             | 清水麻璃亜         |

| 取り上げられたアスリート関連 | 取り上げられたアスリート関連 | 取り上げられたアスリート関連 | 取り上げられたアスリート関連 | 取り上げられたアスリート関連 | 今週のミラモンメシ | 今週のミラモンメシ |
| 回                           | 放送日                       | 競技種目                     | 氏名                         | 出身地または 競技活動地      | 場所               | チーム8メンバー    |
| ---------------------------- | ---------------------------- | ---------------------------- | ---------------------------- | ---------------------------- | ------------------ | ------------------ |
| 136                          | 1月8日                       | バドミントン                 | 大堀彩                       | 富山県                       | 島根県             | 阿部芽唯           |
| 137                          | 1月15日                      | ソフトボール                 | 後藤希友                     | 愛知県                       | 愛媛県             | 高岡薫             |
| 138                          | 1月22日                      | バレーボール                 | 黒後愛                       | 東京都                       | 香川県             | 行天優莉奈         |
| 139                          | 1月29日                      | 空手                         | 梶村侑哉                     | 香川県                       | 高知県             | 廣瀬なつき         |
| 140                          | 2月5日                       | アーチェリー                 | 黒田零音                     | 東京都                       | 長崎県             | 寺田美咲           |
| 141                          | 2月12日                      | バスケットボール             | 粟津雪乃                     | 愛知県                       | 熊本県             | 倉野尾成美         |
| 142                          | 2月19日                      | 卓球                         | 張本智和                     | 東京都                       | 富山県             | 橋本陽菜           |
| 143                          | 2月26日                      | スピードスケート             | 稲川くるみ                   | 北海道                       | 静岡県             | 横道侑里           |
| 144                          | 3月5日                       | スキージャンプ               | 渡邉陽                       | 北海道                       | 福島県             | 舞木香純           |
| 145                          | 3月19日                      | モーグル                     | 原大智                       | 東京都                       | 岩手県             | 佐藤七海           |
| 146                          | 3月26日                      | 競泳                         | 溝畑樹蘭                     | 兵庫県                       | 愛知県             | 歌田初夏           |

### 2017年4月から2021年3月まで（旭化成一社提供時代）
| 回  | 放送日   | 競技種目または アスリート以外の業界                                      | 氏名                                              | 出身地または 活動地 |
| --- | -------- | ------------------------------------------------------------------------ | ------------------------------------------------- | ------------------- |
| 147 | 4月2日   | バレーボール                                                             | 石川真佑                                          | 東京都              |
| 148 | 4月9日   | 女子柔道                                                                 | 谷口由夏                                          | 大阪府              |
| 149 | 4月16日  | 数学                                                                     | 神田秀峰                                          | 愛知県              |
| 150 | 4月23日  | 新体操                                                                   | 吉留大雅                                          | 鹿児島県            |
| 151 | 4月30日  | スノーボード ハーフパイプ                                                | 今井胡桃                                          | 長野県              |
| 152 | 5月7日   | 野球                                                                     | 関戸康介                                          | 高知県              |
| 153 | 5月14日  | K-1                                                                      | 西京佑馬                                          | 神奈川県            |
| 154 | 5月21日  | 男子柔道                                                                 | 松村颯祐                                          | 島根県              |
| 155 | 5月28日  | 女子やり投                                                               | 北口榛花                                          | 東京都              |
| 156 | 6月4日   | バレーボール                                                             | 黒後愛                                            | 滋賀県              |
| 157 | 6月11日  | 相撲                                                                     | 里山雄樹                                          | 石川県              |
| 158 | 6月18日  | 女子重量挙げ                                                             | 武藤理恵瑠                                        | 京都府              |
| 159 | 6月25日  | 女子テニス                                                               | 永田杏里                                          | 岐阜県              |
| 160 | 7月2日   | 女子テニス                                                               | 永田杏里                                          | フランス            |
| 161 | 7月9日   | 女子飛び込み                                                             | 金戸凜                                            | 埼玉県              |
| 162 | 7月16日  | 将棋                                                                     | 塚田恵梨花                                        | 東京都              |
| 163 | 7月23日  | フライボード                                                             | 鈴木寛典                                          | 静岡県              |
| 164 | 7月30日  | フェンシング                                                             | 東晟良                                            | 和歌山県            |
| 165 | 8月6日   | BMX                                                                      | 朝比奈綾香                                        | 大阪府              |
| 166 | 8月13日  | そろばん                                                                 | 石黒煌也                                          | 千葉県              |
| 167 | 8月20日  | 柔道                                                                     | 森健心                                            | 福岡県              |
| 168 | 8月27日  | 競技かるた                                                               | 原あかり                                          | 滋賀県              |
| 169 | 9月3日   | ボクシング                                                               | 松本圭佑                                          | 神奈川県            |
| 170 | 9月17日  | バドミントン                                                             | 奈良岡功大                                        | 青森県              |
| 171 | 9月24日  | 民謡                                                                     | 小山田祐輝                                        | 北海道              |
| 172 | 10月1日  | モータースポーツ                                                         | 野田樹潤                                          | 岡山県              |
| 173 | 10月8日  | 女子柔道                                                                 | 谷口由夏                                          | 大阪府              |
| 174 | 10月15日 | チアリーディング                                                         | 塩﨑奈緒                                          | 大阪府              |
| 175 | 10月22日 | チェロ                                                                   | 村上真璃南                                        | 兵庫県              |
| 176 | 10月29日 | ボクシング                                                               | 宇佐美正パトリック                                | 大阪府              |
| 177 | 11月5日  | ボディビル                                                               | 相澤隼人                                          | 神奈川県            |
| 178 | 11月12日 | 空手                                                                     | 鈴木菜未                                          | 東京都              |
| 179 | 11月19日 | サーフィン                                                               | 川合美乃里                                        | 千葉県              |
| 180 | 11月26日 | クレー射撃                                                               | 折原梨花                                          | 栃木県              |
| 181 | 12月3日  | レスリング                                                               | 熊野ゆづる                                        | 東京都              |
| 182 | 12月10日 | 走幅跳                                                                   | 高良彩花                                          | 兵庫県              |
| 183 | 12月17日 | 野球                                                                     | 信樂晃史                                          | 宮崎県              |
| 184 | 12月24日 | ボディビル                                                               | 相澤隼人                                          | ルーマニア          |
| 185 | 12月31日 | 卓球 スノーボード ハーフパイプ バドミントン 体操 バレーボール ボクシング | 張本智和 今井胡桃 大堀彩 萱和磨 金子聖輝 松本圭佑 | -                   |
| 185 | 12月31日 | バレーボール                                                             | 石川真佑                                          | 東京都              |

| 回  | 放送日   | 競技種目または アスリート以外の業界 | 氏名         | 出身地または 活動地 |
| --- | -------- | ----------------------------------- | ------------ | ------------------- |
| 186 | 1月7日   | 体操                                | 北園丈琉     | 大阪府              |
| 187 | 1月14日  | 高専ロボコン                        | 佐藤恵       | 大分県              |
| 188 | 1月21日  | ショートトラックスピードスケート    | 渡邉瑠       | 韓国                |
| 189 | 1月28日  | ゴルフ                              | 蛭田みな美   | 福島県              |
| 190 | 2月4日   | 女子野球                            | 蔵方菜央     | 東京都              |
| 191 | 2月11日  | バスケットボール                    | 奥山理々嘉   | 東京都              |
| 192 | 2月18日  | 女子ラグビー                        | 津久井萌     | 群馬県              |
| 193 | 3月4日   | フィギュアスケート                  | 住吉りをん   | 東京都              |
| 194 | 3月18日  | 女子ノルディック複合                | 宮﨑彩音     | 長野県              |
| 195 | 3月25日  | テコンドー                          | 岡崎陽向     | 宮城県              |
| 196 | 4月1日   | スノーボード                        | 長澤颯飛     | 神奈川県            |
| 197 | 4月8日   | 相撲                                | 當眞嗣斗     | 鳥取県              |
| 198 | 4月15日  | 柔道                                | 谷口茉夕     | 大阪府              |
| 199 | 4月22日  | スポーツクライミング                | 美谷島ももか | 東京都              |
| 200 | 4月29日  | モーグル                            | 川村あんり   | 新潟県              |
| 201 | 5月6日   | 男子競泳 バタフライ                 | 阪本祐也     | 三重県              |
| 202 | 5月13日  | 女子棒高跳                          | 山地里奈     | 香川県              |
| 203 | 5月20日  | 男子重量挙げ                        | 横山太偉雅   | 福岡県              |
| 204 | 5月27日  | 体操                                | 畠田千愛     | 東京都              |
| 205 | 6月3日   | ボクシング                          | 松本圭佑     | 東京都              |
| 206 | 6月10日  | 卓球                                | 張本美和     | 宮城県              |
| 207 | 6月17日  | 野球                                | 徳山壮磨     | 東京都              |
| 208 | 6月24日  | バレエ                              | 鈴木千聖     | 東京都              |
| 209 | 7月1日   | バレーボール                        | 新井雄大     | 神奈川県            |
| 210 | 7月8日   | 弓道                                | 内藤碧       | 東京都              |
| 211 | 7月15日  | 競歩                                | 藤井菜々子   | 広島県              |
| 212 | 7月22日  | ライフセービング                    | 田中綾       | 東京都              |
| 213 | 7月29日  | 陸上男子100m                        | 川上拓也     | 兵庫県              |
| 214 | 8月5日   | 柔道                                | 谷口由莉     | 大阪府              |
| 215 | 8月12日  | 競技かるた                          | 原あかり     | 滋賀県              |
| 216 | 8月19日  | 剣道                                | 妹尾舞香     | 福岡県              |
| 217 | 8月26日  | けん玉                              | 中尾美澄     | 大阪府              |
| 218 | 9月2日   | ケイリン                            | 渡邉雅也     | 静岡県              |
| 219 | 9月16日  | カヌースラローム                    | 岡崎遥海     | 広島県              |
| 220 | 9月23日  | サーフィン                          | 中塩佳那     | 千葉県              |
| 221 | 9月30日  | サッカー                            | 小島亨介     | 東京都              |
| 222 | 10月7日  | 馬術                                | 有田奏司郎   | 兵庫県              |
| 223 | 10月14日 | K-1                                 | 近藤魁成     | 大阪府              |
| 224 | 10月21日 | 柔道                                | 嶺井美穂     | 神奈川県            |
| 225 | 10月28日 | バレーボール                        | 石川真佑     | 東京都              |
| 226 | 11月4日  | フルコンタクト空手                  | 菊川結衣     | 東京都              |
| 227 | 11月11日 | ボディビル                          | 相澤隼人     | 神奈川県            |
| 228 | 11月18日 | ロケット製作                        | 佐々木紫音   | 岩手県              |
| 229 | 11月25日 | スケートボード                      | 織田夢海     | 愛知県              |
| 230 | 12月2日  | ハンマー投げ                        | 中村美史     | 愛知県              |
| 231 | 12月9日  | ボクシング                          | 松本圭佑     | 東京都              |
| 232 | 12月16日 | 男子新体操                          | 石橋知也     | 佐賀県              |
| 233 | 12月23日 | 陸上長距離                          | 水口瞳       | 大阪府              |

| 回  | 放送日                 | 競技種目または アスリート以外の業界              | 氏名                       | 出身地または 活動地  |
| --- | ---------------------- | ------------------------------------------------ | -------------------------- | -------------------- |
| 234 | 1月6日                 | バドミントン                                     | 郡司莉子                   | 熊本県               |
| 235 | 1月13日                | 競泳                                             | 吉田啓祐                   | 東京都               |
| 236 | 1月20日                | 駅伝                                             | 近藤秀一                   | 東京都               |
| 237 | 1月27日                | 高専ロボコン                                     | 河上虎太郎                 | 福岡県               |
| 238 | 2月3日                 | スピードスケート                                 | 久保向希                   | 北海道               |
| 239 | 2月10日                | 女子バスケットボール                             | 藤本愛妃                   | 東京都               |
| 240 | 2月17日                | 男子アイスホッケー                               | 矢島翔吾                   | 東京都               |
| 241 | 2月24日                | メモリースポーツ                                 | 平田直也                   | 東京都               |
| 242 | 3月3日                 | 卓球                                             | 張本美和                   | 宮城県               |
| 243 | 3月17日                | スキージャンプ                                   | 小林龍尚                   | 岩手県               |
| 244 | 3月24日                | アルペンスキー                                   | 山口ゆい                   | 東京都               |
| 245 | 3月31日                | 相撲                                             | 當眞嗣斗                   | 鳥取県               |
| 246 | 4月7日                 | サッカー                                         | 石井久継                   | 神奈川県             |
| 247 | 4月14日                | 女子バレーボール                                 | 舟根綾菜                   | 東京都               |
| 248 | 4月21日                | なぎなた                                         | 山城り子                   | 沖縄県               |
| 249 | 4月28日                | K-1                                              | 西京佑馬                   | 神奈川県             |
| 250 | 5月5日                 | ヒップホップダンス                               | 瀧澤瑠夏                   | 東京都               |
| 251 | 5月12日                | 競泳                                             | 吉田啓祐                   | 東京都               |
| 252 | 5月19日                | ゴルフ                                           | 岩井明愛・岩井千怜         | 埼玉県               |
| 253 | 5月26日                | バスケットボール                                 | 八村阿蓮                   | 神奈川県             |
| 254 | 6月2日                 | 陸上 長距離走                                    | 髙松智美ムセンビ           | 愛知県               |
| 255 | 6月9日                 | テコンドー                                       | 岡崎陽向                   | 宮城県               |
| 256 | 6月16日                | ラグビー                                         | 奥井章仁                   | 大阪府               |
| 257 | 6月23日                | 女子バレーボール                                 | 舟根綾菜                   | 東京都               |
| 258 | 6月30日                | スポーツクライミング                             | 土肥圭太                   | 鹿児島県             |
| 259 | 7月7日                 | 柔道                                             | 谷口茉夕                   | 大阪府               |
| 260 | 7月14日                | フェンシング フルーレ                            | 飯村一輝                   | 京都府               |
| 261 | 7月21日                | ウエイトリフティング                             | 田中美奈                   | 香川県               |
| 262 | 7月28日                | 体操                                             | 萱和磨                     | 千葉県               |
| 263 | 8月4日                 | 水泳自由形                                       | 大内紗雪                   | 神奈川県             |
| 264 | 8月11日                | ボクシング                                       | 松本圭佑                   | 東京都               |
| 265 | 8月18日                | ムエタイ                                         | 吉成名高                   | 神奈川県             |
| 266 | 8月25日 夏休みキッズSP | ドラム スラックライン フリースタイルフットボール | 相馬よよか 林映心 小野隼平 | 北海道 長野県 愛知県 |
| 267 | 9月1日                 | 剣道                                             | 齋藤とも                   | 青森県               |
| 268 | 9月8日                 | 棒高跳                                           | 古澤一生                   | 群馬県               |
| 269 | 9月15日                | バレーボール                                     | 黒後愛                     | 栃木県               |
| 270 | 9月22日                | 柔道                                             | 福田大晟                   | 兵庫県               |
| 271 | 9月29日                | ドッジボール                                     | 山中悠生                   | 大阪府               |
| 272 | 10月6日                | バドミントン                                     | 齋藤駿                     | 新潟県               |
| 273 | 10月13日               | ラグビー                                         | 松沼寛治                   | 大阪府               |
| 274 | 10月20日               | アーティスティックスイミング                     | 比嘉もえ                   | 広島県               |
| 275 | 10月27日               | ボディビル                                       | 相澤隼人                   | 神奈川県             |
| 276 | 11月10日               | サッカー                                         | 染野唯月                   | 福島県               |
| 277 | 11月17日               | 吹奏楽部                                         | 酒井悠歌                   | 千葉県               |
| 278 | 11月24日               | BMX                                              | 朝比奈綾香                 | 大阪府               |
| 279 | 12月1日                | 走幅跳                                           | 橋岡優輝                   | 埼玉県               |
| 280 | 12月8日                | 女子ボクシング                                   | 篠原光                     | 東京都               |
| 281 | 12月15日               | 競輪                                             | 原大智                     | 東京都               |
| 282 | 12月22日               | 走り高跳び                                       | 江頭亮                     | 大阪府               |
| 283 | 12月29日               | バレーボール                                     | 舟根綾菜                   | 東京都               |

| 回  | 放送日   | 競技種目または アスリート以外の業界                             | 氏名                                  | 出身地または 活動地          |
| --- | -------- | --------------------------------------------------------------- | ------------------------------------- | ---------------------------- |
| 284 | 1月5日   | バドミントン                                                    | 齋藤駿                                | 福島県                       |
| 285 | 1月12日  | ボクシング                                                      | 宇佐美正パトリック                    | 東京都                       |
| 286 | 1月19日  | 高専ロボコン                                                    | 栗田健太郎                            | 熊本県                       |
| 287 | 1月26日  | K-1                                                             | 近藤魁成                              | 大阪府                       |
| 288 | 2月2日   | テコンドー                                                      | 岡崎陽向                              | 韓国                         |
| 289 | 2月9日   | ドローン                                                        | 上関風雅                              | 埼玉県                       |
| 290 | 2月16日  | フィギュアスケート                                              | 横井ゆは菜                            | 愛知県                       |
| 291 | 2月23日  | 相撲                                                            | 豊田倫之亮                            | 鹿児島県                     |
| 292 | 3月15日  | バレーボール                                                    | 古川愛梨                              | 鹿児島県                     |
| 293 | 3月22日  | スピードスケート                                                | 高橋侑花                              | 山形県                       |
| 294 | 3月29日  | スキージャンプ                                                  | 藤田慎之介                            | 北海道                       |
| 295 | 4月5日   | ボクシング                                                      | 松本圭佑                              | 神奈川県                     |
| 296 | 4月12日  | 春の新生活SP                                                    |                                       |                              |
| 297 | 4月26日  | 愛の猛特訓SP                                                    |                                       |                              |
| 298 | 5月3日   | あのトップ選手もミラモンだった! 超貴重映像SP                    | 張本智和 伊藤美誠                     | 宮城県 静岡県                |
| 299 | 5月10日  | あのトップ選手もミラモンだった! 超貴重映像SP                    | 五十嵐カノア 西村碧莉 森ひかる        | アメリカ合衆国 東京都 石川県 |
| 300 | 5月17日  | ミラモン・ザ・ワールド                                          |                                       |                              |
| 301 | 5月24日  | ミラモン・ザ・ワールド第二弾                                    |                                       |                              |
| 302 | 5月31日  | ミラモン・ザ・ワールド第三弾                                    |                                       |                              |
| 303 | 6月7日   | ミラモン・フィットネス                                          |                                       |                              |
| 304 | 6月14日  | この子、ミラモンにどうですか？ サッカー（ぺこぱ・シュウペイ）   | 高橋新太郎                            | 神奈川県                     |
| 305 | 6月21日  | この子、ミラモンにどうですか？ 野球（ティモンディ・高岸宏行）   | 村上頌樹                              | 埼玉県                       |
| 306 | 6月28日  | この子、ミラモンにどうですか？ サッカー（カミナリ・竹内まなぶ） | 鈴木彩艶                              | 埼玉県                       |
| 307 | 7月5日   | ゴルフ                                                          | 蛭田みな美                            | 福島県                       |
| 308 | 7月12日  | K-1                                                             | 近藤魁成                              | 大阪府                       |
| 309 | 7月19日  | サッカー                                                        | 高橋新太郎                            | 神奈川県                     |
| 310 | 7月26日  | バドミントン                                                    | 大堀彩                                | 富山県                       |
| 311 | 8月2日   | ボクシング                                                      | 堤麗斗                                | 千葉県                       |
| 312 | 8月9日   | ハンマー投げ                                                    | 村上来花                              | 青森県                       |
| 313 | 8月16日  | BMX                                                             | 松本翔海                              | 福岡県                       |
| 314 | 8月23日  | 棒高跳                                                          | 古林愛理                              | 兵庫県                       |
| 315 | 8月30日  | テニス                                                          | 奥脇莉音                              | 埼玉県                       |
| 316 | 9月6日   | 砲丸投                                                          | アツオビン・ジェイソン                | 大阪府                       |
| 317 | 9月13日  | ボクシング                                                      | 松本圭佑                              | 神奈川県                     |
| 318 | 9月20日  | モトクロス                                                      | 川井麻央                              | 埼玉県                       |
| 319 | 9月27日  | カヌースプリント                                                | 青木瑞樹                              | 福島県                       |
| 320 | 10月4日  | サッカー                                                        | 松木玖生                              | 青森県                       |
| 321 | 10月11日 | 障害馬術                                                        | 広田大和                              | 栃木県                       |
| 322 | 10月18日 | フェンシング                                                    | 飯村一輝                              | 京都府                       |
| 323 | 10月25日 | 飛込競技                                                        | 三上紗也可                            | 鳥取県                       |
| 324 | 11月1日  | 100m走                                                          | 栁田大輝                              | 群馬県                       |
| 325 | 11月8日  | バレーボール                                                    | 古川愛梨                              | 東京都                       |
| 326 | 11月15日 | レスリング                                                      | 田南部魁星                            | 千葉県                       |
| 327 | 11月22日 | 三段跳び                                                        | 伊藤陸                                | 三重県                       |
| 328 | 11月29日 | 野球                                                            | 石田駿                                | 栃木県                       |
| 329 | 12月6日  | バスケットボール                                                | 松本宗志                              | 福岡県                       |
| 330 | 12月13日 | 平均台                                                          | 芦川うらら                            | 静岡県                       |
| 331 | 12月20日 | バレーボール                                                    | 下北沢成徳高等学校 女子バレーボール部 | 東京都                       |
| 332 | 12月27日 | 2021年注目ミラ☆モン総復習SP （ゲスト：GAG)                      |                                       |                              |

|          |            |                                                                     |            |                     |
| 回       | 放送日     | 競技種目または アスリート以外の業界                                 | 氏名       | 出身地または 活動地 |
| 333      | 1月10日    | アイスホッケー                                                      | 下向雛     | 北海道              |
| 334      | 1月17日    | ウェイトリフティング                                                | 山下笑佳   | 石川県              |
| 335      | 1月24日    | 女子レスリング                                                      | 藤波朱理   | 三重県              |
| 336      | 1月31日    | 女子K-1                                                             | NOZOMI     | 兵庫県              |
| 337・338 | 2月7・14日 | 剣道                                                                | 荒木京介   | 熊本県              |
| 339      | 2月21日    | サッカー                                                            | 須藤直輝   | 埼玉県              |
| 340      | 2月28日    | フェンシング                                                        | 飯村彩乃   | 京都府              |
| 341      | 3月7日     | 競泳                                                                | 柳本幸之介 | 東京都              |
| 342      | 3月21日    | この子、ミラモンにどうですか？ バスケットボール（マヂカルラブリー） | 川島悠翔   | 群馬県              |
| 343      | 3月28日    | この子、ミラモンにどうですか？ バレーボール（GAG）                  | 牧大晃     | 香川県              |

### 2021年4月から2022年3月まで（旭化成筆頭の複数社提供時代）
| 回       | 放送日          | 競技種目または アスリート以外の業界 | 氏名                       | 出身地または 活動地    |
| -------- | --------------- | ----------------------------------- | -------------------------- | ---------------------- |
| 344      | 4月4日          | バスケットボール                    | 米須玲音                   | 神奈川県               |
| 345      | 4月11日         | テニス ブレイクダンス               | 尾脇勇之介 マリッシュ      | 福岡県 ロシア          |
| 346      | 4月18日         | 女子柔道                            | 江口凛                     | 神奈川県               |
| 347・348 | 4月25日・5月2日 | 相撲                                | 豊田倫之亮                 | 鹿児島県               |
| 349      | 5月9日          | 女子ソフトボール                    | 坂本京花                   | 兵庫県                 |
| 350      | 5月16日         | 競泳                                | 寺川琉之介                 | 佐賀県                 |
| 351      | 5月23日         | トライアル                          | 黒山陣                     | 兵庫県                 |
| 352      | 5月30日         | ミラモンフィットネス                | 須藤直輝 吉成名高 奥脇莉音 | 茨城県 神奈川県 埼玉県 |
| 353      | 6月6日          | ”ミラモン名言”特集                  |                            |                        |
| 354      | 6月13日         | K-1                                 | 近藤魁成                   | 大阪府                 |
| 355      | 6月20日         | バレーボール                        | 古川愛梨                   | 東京都                 |
| 356      | 6月27日         | ゴルフ                              | 香川友                     | 千葉県                 |
| 357      | 7月4日          | サーフィン                          | 池田美来                   | 静岡県                 |
| 358      | 7月11日         | バスケットボール                    | 介川アンソニー翔           | 新潟県                 |
| 359      | 7月18日         | 卓球                                | 出澤杏佳                   | 茨城県                 |
| 360      | 7月25日         | バレーボール                        | 内澤明未                   | 東京都                 |
| 361      | 8月1日          | 自転車競技                          | 山崎歩夢                   | 福島県                 |
| 362      | 8月15日         | 相撲                                | 豊田倫之亮                 | 千葉県                 |
| 363      | 8月22日         | 走幅跳                              | 深沢瑞樹                   | 静岡県                 |
| 364      | 8月29日         | ウェイトリフティング                | 川崎菜々紗                 | 京都府                 |
| 365      | 9月5日          | 200m走                              | 税田ジェニファー璃美       | 東京都                 |
| 366      | 9月12日         | 写真                                | 湯川紗愛                   | 和歌山県               |
| 367      | 9月19日         | ダンス                              | 山中七海                   | 大阪府                 |
| 368      | 9月26日         | テニス                              | 齋藤咲良                   | 群馬県                 |
| 369      | 10月3日         | 女子野球                            | 島野愛友利                 | 兵庫県                 |
| 370      | 10月10日        | BMX                                 | 小澤楓                     | 岐阜県                 |
| 371      | 10月17日        | 剣道                                | 北井沙樹                   | 東京都                 |
| 372      | 10月24日        | トランポリン                        | 西岡隆成                   | 大阪府                 |
| 373      | 10月31日        | ボディビル                          | 相澤隼人                   | 神奈川県               |
| 374      | 11月7日         | サーフィン                          | 岩見天獅                   | 千葉県                 |
| 375      | 11月14日        | 110mハードル                        | 西徹朗                     | 愛知県                 |
| 376      | 11月21日        | バスケットボール                    | 森岡ほのか                 | 北海道                 |
| 377      | 11月28日        | スキージャンプ                      | 中山和                     | 北海道                 |
| 378      | 12月5日         | バドミントン                        | 原口倖歩                   | 鹿児島県               |
| 379      | 12月12日        | バレーボール                        | 古川愛梨                   | 東京都                 |
| 380      | 12月19日        | 相撲                                | 熊谷毬太                   | 東京都                 |
| 381      | 12月26日        | アーチェリー                        | 園田稚                     | 埼玉県                 |

| 回  | 放送日  | 競技種目または アスリート以外の業界 | 氏名       | 出身地または 活動地 |
| --- | ------- | ----------------------------------- | ---------- | ------------------- |
| 382 | 1月9日  | レスリング                          | 永田聖魁   | 東京都              |
| 383 | 1月16日 | ボクシング                          | 松本圭佑   | 神奈川県            |
| 384 | 1月23日 | テコンドー                          | 岡崎陽向   | 宮城県              |
| 385 | 1月30日 | アメリカンフットボール              | 小林伸光   | 東京都              |
| 386 | 2月13日 | ホッケー                            | 佐々木里紗 | 岐阜県              |
| 387 | 2月20日 | スケートボード                      | 上村葵     | 大阪府              |
| 388 | 2月27日 | ブレイクダンス                      | 小手川結翔 | 千葉県              |
| 389 | 3月6日  | K-1                                 | 近藤魁成   | 大阪府              |
| 390 | 3月20日 | スポーツクライミング                | 吉田智音   | 奈良県              |
| 391 | 3月27日 | モーグル                            | 川村あんり | 新潟県              |

### 2022年4月から2024年9月まで（ライオン一社提供時代）
| 回       | 放送日      | 競技種目または アスリート以外の業界 | 氏名                         | 出身地または 活動地 |
| -------- | ----------- | ----------------------------------- | ---------------------------- | ------------------- |
| 392      | 4月3日      | ゴルフ                              | 加藤金次郎                   | 愛知県              |
| 393      | 4月10日     | 棒高跳び                            | 古林愛理                     | 兵庫県              |
| 394      | 4月17日     | スノーボード                        | 北山博仁                     | 静岡県              |
| 395      | 4月24日     | バドミントン                        | 澤田修志                     | 埼玉県              |
| 396      | 5月1日      | 空手家                              | 片岡優月                     | 東京都              |
| 397      | 5月8日      | ラグビー                            | 松沼寛治                     | 兵庫県              |
| 398・399 | 5月15・22日 | 柔道                                | 谷口茉輝                     | 大阪府              |
| 400      | 5月29日     | サーフィン                          | 渡邉壱孔                     | 神奈川県            |
| 401      | 6月5日      | バレーボール                        | 舛本颯真                     | 熊本県              |
| 402      | 6月12日     | サッカー                            | 吉村陽楽                     | 兵庫県              |
| 403      | 6月19日     | 走り高跳び                          | チュクヌレ・ジョエル優人     | 千葉県              |
| 404      | 6月26日     | BMX                                 | 松本翔海                     | 福岡県              |
| 405      | 7月3日      | 円盤投げ                            | 友利晟弓                     | 沖縄県              |
| 406      | 7月10日     | 体操                                | 谷田雅治                     | 群馬県              |
| 407      | 7月17日     | バスケットボール                    | 坂本康成                     | 千葉県              |
| 408      | 7月24日     | K-1                                 | 中島夢空                     | 神奈川県            |
| 409      | 7月31日     | 剣道                                | 岩原千佳                     | 徳島県              |
| 410      | 8月7日      | ミラモンザ・ワールド第四弾          |                              |                     |
| 411      | 8月14日     | バドミントン                        | 齋籐駿                       | 新潟県              |
| 412      | 8月21日     | 女子バレー                          | 古川愛梨                     | 東京都              |
| 413      | 8月28日     | 相撲                                | 豊田倫之亮                   | 鹿児島県            |
| 414      | 9月4日      | 女子サッカー                        | 三冨りりか                   | 鹿児島県            |
| 415      | 9月11日     | バレーボール                        | 舛本颯真                     | 熊本県              |
| 416      | 9月18日     | ダンス                              | 小浦麻莉亜                   | 大阪府              |
| 417      | 9月25日     | 柔道                                | 木原慧登                     | 広島県              |
| 418      | 10月2日     | 空手家                              | 片岡優月・片岡美月・片岡恒惺 | 東京都              |
| 419      | 10月9日     | BMX                                 | 小澤楓                       | 岐阜県              |
| 420      | 10月16日    | 女子ボクシング                      | 國府紗鈴依・國府稿鈴         | 熊本県              |
| 421      | 10月23日    | フェンシング                        | 飯村彩乃                     | 京都府              |
| 422      | 10月30日    | やり投げ                            | 倉田紗優加                   | 長野県              |
| 423      | 11月6日     | サーフィン                          | 中塩佳那                     | 宮城県              |
| 424      | 11月13日    | バレーボール                        | 古川愛梨                     | 東京都              |
| 425      | 11月20日    | カヌー                              | 斎藤彰太                     | 神奈川県            |
| 426      | 11月27日    | テニス                              | 松本経・松本快               | 愛知県              |
| 427      | 12月4日     | サッカー                            | 荒井悠汰                     | 埼玉県              |
| 428      | 12月11日    | 相撲                                | 中村泰輝                     | 新潟県              |
| 429      | 12月18日    | 下北沢成徳バレー部                  |                              |                     |
| 430      | 12月25日    | ワールドワイドミラモンニュース!     |                              |                     |

| 回  | 放送日   | 競技種目または アスリート以外の業界 | 氏名                        | 出身地または 活動地 |
| --- | -------- | ----------------------------------- | --------------------------- | ------------------- |
| 431 | 1月8日   | 体当たり取材SP                      |                             |                     |
| 432 | 1月15日  | 高専ロボコン                        | 荒金毅                      | 大分県              |
| 433 | 1月22日  | アイスホッケー                      | 井口藍仁                    | 埼玉県              |
| 434 | 1月29日  | アメリカンフットボール              | 小林伸光                    | 東京都              |
| 435 | 2月5日   | バスケットボール                    | 濱田ななの                  | 三重県              |
| 436 | 2月12日  | チアリーディング                    | 松村慈果                    | 大阪府              |
| 437 | 2月19日  | バレーボール                        | 内澤明未                    | 岩手県              |
| 438 | 2月26日  | 卓球                                | 張本美和                    | 宮城県              |
| 439 | 3月19日  | ブレイキングダンス                  | 菱川一心                    | 岡山県              |
| 440 | 3月26日  | 競歩                                | 大山藍                      | 鹿児島県            |
| 441 | 4月2日   | フィギュアスケート                  | 千葉百音                    | 宮城県              |
| 442 | 4月9日   | スピードスケート                    | 小島楓                      | 北海道              |
| 443 | 4月16日  | スポーツクライミング                | 河上史佳                    | 鳥取県              |
| 444 | 4月23日  | 吹奏楽                              | 相馬理吏亜                  | 東京都              |
| 445 | 4月30日  | スノーボード                        | 森井姫明麗                  | 愛知県              |
| 446 | 5月7日   | アーチェリー                        | 和田蒼                      | 岐阜県              |
| 447 | 5月14日  | ボクシング                          | 松本圭佑                    | 神奈川県            |
| 448 | 5月21日  | 柔道・レスリング                    | リボウィッツ和青            | アメリカ            |
| 449 | 5月28日  | バレーボール                        | 古川愛梨                    | 鹿児島県            |
| 450 | 6月4日   | フォーミュラドリフト                | 箕輪大也                    | 埼玉県              |
| 451 | 6月11日  | サッカー                            | 芝田玲                      | 青森県              |
| 452 | 6月18日  | 相撲                                | 横山司                      | 大阪府              |
| 453 | 6月25日  | かるた                              | 矢島聖蘭                    | 東京都              |
| 454 | 7月2日   | 少年野球                            | 清水太陽                    | 大分県              |
| 455 | 7月9日   | 陸上                                | 寺平折愛                    | 長野県              |
| 456 | 7月16日  | BMX                                 | 澤田茉奈                    | 埼玉県              |
| 457 | 7月30日  | 女子相撲                            | 武井陽奈                    | 静岡県              |
| 458 | 8月6日   | ゴルフ                              | 飯島早織                    | 茨城県              |
| 459 | 8月13日  | ライフセービング                    | 浜地沙羅                    | 神奈川県            |
| 460 | 8月20日  | 重量挙げ                            | ウエイトリフティング 比嘉功 | 沖縄県              |
| 461 | 8月27日  | 書道パフォーマンス                  | 高橋花音                    | 愛媛県              |
| 462 | 9月3日   | 相撲                                | 横山司                      | 東京都              |
| 463 | 9月10日  | バレーボール                        | イェーモンミャ              | 東京都              |
| 464 | 9月17日  | 卓球                                | 松島美空                    | 京都府              |
| 465 | 9月24日  | バレーボール                        | 亀岡聖成                    | 東京都              |
| 466 | 10月1日  | バスケットボール                    | 白谷柱誠ジャック            | 三重県              |
| 467 | 10月8日  | 柔道                                | 畠山凱                      | 秋田県              |
| 468 | 10月15日 | バドミントン                        | 齋藤駿                      | 福島県              |
| 469 | 10月22日 | フェンシング フルーレ               | 飯村一輝                    | 京都府              |
| 470 | 10月29日 | BMX                                 | 小澤楓                      | 岐阜県              |
| 471 | 11月5日  | サーフィン                          | 清水ひなた・ひなの 双子姉妹 | 神奈川県            |
| 472 | 11月12日 | ハンドボール                        | 中村真心                    | 千葉県              |
| 473 | 11月19日 | やり投げ                            | 櫻井希美                    | 岐阜県              |
| 474 | 11月26日 | 陸上100m                            | 片山瑛太                    | 千葉県              |
| 475 | 12月3日  | 新体操界                            | 喜田未来乃                  | 香川県              |
| 476 | 12月10日 | 卓球                                | 大野颯真                    | 鹿児島県            |
| 477 | 12月17日 | バスケットボール                    | 平良宗龍                    | 新潟県              |
| 478 | 12月24日 | 吹奏楽                              | 相馬理吏亜                  | 東京都              |
| 479 | 12月31日 | バレーボール                        | イェーモンミャ              | 東京都              |

| 回       | 放送日        | 競技種目または アスリート以外の業界      | 氏名                           | 出身地または 活動地 |
| -------- | ------------- | ---------------------------------------- | ------------------------------ | ------------------- |
| 480      | 1月7日        | 2024年絶対注目のミライモンスター11連発SP | 日本のエースとなった11人を取材 |                     |
| 481      | 1月14日       | ショートトラック                         | 金井莉佳                       | 埼玉県              |
| 482      | 1月21日       | レスリング                               | 勝目結羽                       | 神奈川県            |
| 483      | 1月28日       | バレーボール                             | 内澤明未(あみ)                 | 岩手県              |
| 484      | 2月4日        | バレーボール                             | 亀岡聖成                       | 東京都              |
| 485      | 2月11日       | フィギュアスケート                       | 三浦佳生                       | 東京都              |
| 486      | 2月18日       | BMX                                      | 片桐悠                         | 新潟県              |
| 487      | 2月25日       | テコンドー                               | 岡崎陽向                       | 宮城県              |
| 488      | 3月3日        | チアリーディング                         | 池田桜                         | 大阪府              |
| 489      | 3月17日       | バスケットボール                         | 安藤美優                       | 岐阜県              |
| 490・491 | 3月24日・31日 | 野球                                     | 武元一輝                       | ハワイ              |
| 491      | 4月7日        | 相撲                                     | 豊田倫之亮                     | 千葉県              |
| 492      | 4月14日       | モータースポーツ                         | 野田樹潤                       | 岡山県              |
| 493      | 4月21日       | 新体操                                   | 中田光乃介                     | 佐賀県              |
| 494      | 4月28日       | ラグビー                                 | 内田慎之甫                     | 佐賀県              |
| 495      | 5月5日        | スノーボード                             | 嶋崎珀                         | 兵庫県              |
| 496      | 5月12日       | 体操                                     | 中村遥香                       | 大阪府              |
| 497      | 5月19日       | ボクシング                               | 片岡雷斗                       | 千葉県              |
| 498      | 5月26日       | レスリング                               | 藤田宝星                       | 埼玉県              |
| 499      | 6月2日        | 中距離走                                 | 澤田結弥                       | 静岡県              |
| 500      | 6月9日        | トランポリン                             | 西岡隆成                       | 大阪府              |
| 501      | 6月16日       | 短距離走                                 | 三好美羽                       | 広島県              |
| 502      | 6月23日       | サッカー                                 | 名和田我空                     | 鹿児島県            |
| 503      | 6月30日       | 相撲                                     | 豊田倫之亮                     | 鳥取県              |
| 504      | 7月7日        | 柔道                                     | 三木清夢                       | 千葉県              |
| 505      | 7月14日       | ホッケー                                 | 平井愛乃                       | 愛媛県              |
| 506      | 7月28日       | 競泳                                     | 松田隼人                       | 茨城県              |
| 507      | 8月4日        | 100ｍ走                                  | 片山瑛太                       | 千葉県              |
| 508      | 8月11日       | ハンマー投げ                             | アツオビン・アンドリュウ       | 京都府              |
| 509      | 8月18日       | ウェイトリフティング                     | 佐藤和花                       | 宮城県              |
| 510      | 8月25日       | ゴルフ                                   | 香川友                         | 千葉県              |
| 511      | 9月1日        | フェンシング                             | 村瀬あかり                     | 岐阜県              |
| 512      | 9月8日        | 砲丸投                                   | 大垣尊良                       | 北海道              |
| 513      | 9月15日       | サッカー                                 | 佐藤ももサロワンウエキ         | 大阪府              |
| 514      | 9月22日       | バレーボール                             | 荻野明花                       | 東京都              |
| 515      | 9月29日       | 野球                                     | 佐々木秋羽                     | 岩手県              |

### 2024年10月から2025年3月まで（複数社提供時代）
| 回  | 放送日   | 競技種目または アスリート以外の業界 | 氏名             | 出身地または 活動地 |
| --- | -------- | ----------------------------------- | ---------------- | ------------------- |
| 516 | 10月6日  | ボクシング                          | 四元志桜里       | 宮崎県              |
| 517 | 10月13日 | 野球                                | 中村勇斗         | 東京都              |
| 518 | 10月20日 | 馬術                                | 門岡蘭           | 熊本県              |
| 519 | 11月3日  | バスケットボール                    | 満生小珀         | 京都府              |
| 520 | 11月10日 | BMXフリースタイル                   | 松本翔海         | 福岡県              |
| 521 | 11月17日 | スケートボード                      | 上村葵           | 大阪府              |
| 522 | 11月24日 | 800m走                              | 落合晃           | 滋賀県              |
| 523 | 12月1日  | 駅伝                                | 山本釉未         | 京都府              |
| 524 | 12月8日  | ゴルフ                              | 村上聖奈         | 兵庫県              |
| 525 | 12月15日 | 卓球                                | 松島美空         | 京都府              |
| 526 | 12月22日 | バレーボール                        | マサジェディ翔蓮 | 福岡県              |
| 527 | 12月29日 | バドミントン                        | 大堀彩           | 福島県              |

| 回  | 放送日  | 競技種目または アスリート以外の業界 | 氏名           | 出身地または 活動地 |
| --- | ------- | ----------------------------------- | -------------- | ------------------- |
| 528 | 1月5日  | バレーボール                        | イェーモンミャ | 東京都              |
| 529 | 1月12日 | ショートトラック                    | 大原陽菜       | 福岡県              |
| 530 | 1月19日 | 高専ロボコン                        | 根岸アリス     | 熊本県              |
| 531 | 1月26日 | バレーボール                        | イェーモンミャ | 東京都              |
| 532 | 2月2日  | フィギュアスケート                  | 中井亜美       | 千葉県              |
| 533 | 2月9日  | 相撲                                | 梅松琉牙       | 東京都              |
| 534 | 2月16日 | チアリーディング                    | 髙山智子       | 大阪府              |
| 535 | 2月23日 | サッカー                            | 山下景司       | 熊本県              |
| 536 | 3月2日  | ボクシング                          | 四元志桜里     | 宮崎県              |
| 537 | 3月16日 | 走幅跳                              | 中谷魁聖       | 福岡県              |

### 2025年4月から（ミラモンGOLD時代）
| 回  | 放送日  | 競技種目または アスリート以外の業界 | 氏名         | 出身地または 活動地 |
| --- | ------- | ----------------------------------- | ------------ | ------------------- |
| 540 | 4月6日  | バレーボール                        | 荻野明花     | 東京都              |
| 541 | 4月13日 | ダンス                              | 高梨莉       | 埼玉県              |
| 542 | 4月20日 | ソフトボール                        | 長友彩莉     | 岐阜県              |
| 543 | 4月27日 | 新体操                              | クバツキ咲雪 | 兵庫県              |
| 544 | 5月4日  | ゴルフ                              | 広橋璃人     | 宮城県              |
| 545 | 5月11日 | ラグビー                            | 杉山祐太朗   | 京都府              |
| 546 | 5月18日 | 野球                                | 菊田波音     | 宮城県              |
| 547 | 5月25日 | 体操                                | 川上紗輝     | 埼玉県              |

## スタッフ
2025年4月13日以降
- ナレーター：小室瑛莉子（2025年4月6日 - ）
- 構成：寺田智和、塩沢航【毎週】、藤本裕、中島憲太郎、今井健太、村城大輔、栗原潤【週替り】
- TP：辻本豊
- TD︰輿水卓（以前はTD/SW）、藤田勝巳
- CAM：竹内萌華
- AUD：石原雄一、真鍋有沙【週替り】
- TD/照明：田澤徳郎
- タイトルCG：奥田真也
- TK：盛山潮里
- 音響効果：岡沢秀二
- 編集：菊地正吾
- MA：鈴木亮
- スタイリスト︰増田翠
- ヘアメイク︰石井友梨
- 技術協力：fmt、Roppongi-Lab、オルク【毎週】、ROUGE、ライコー、東京フィルムメート、クラフトフィールド、コム、アイランド、TORIDE【週替り】
- 美術協力：フジアール
- リサーチ：Bリサーチ【毎週】、ジャパンフッテージ、フォーミュレーション、ワンバイワンプラス、ライターズ・オフィス【不定期】
- 営業：北里竜郎
- 広報：土出友美
- 制作デスク：古賀美由紀、栗原弘美（実）
- AD：福田桃子、藤原美奈、田中絹子、甲佐莉湖、小澤采伽、縣昴志、安藤優海、田中瑞貴、藤田裕継、小西海斗、吉原詩織、久保田湧介、仲島なつ美、加藤征悠、藤原怜史、永井克典【週替り】
- AP：小塚裕太郎、浜野美咲（D:COMPLEX）、中島奈奈、桑原美幸、萩野知美（α・grid）、荻野好美、渡辺舞、中島涼香、長久保彰宏（長久保→以前はディレクター）【週替り】
- ディレクター：古武直城、新保勝久、稲垣史彦、田上晃一、柴田真嗣、山下達也・斎藤思優・井上佳央璃・田村雄哉（D:COMPLEX、山下・田村→以前はAD、井上→以前は取材ディレクター→一時離脱→復帰）、地曳範剛、奥野祐士、木村英貴（FAT TRUNK、一時離脱→復帰）、綿貫智彦、青山敏雄、深海真吾、高橋沙紀、神田真一、大河原佑斗（奥野・青山→一時離脱→復帰、高橋→以前はAD）【週替り】
- プロデューサー：有田武史（D:COMPLEX、以前は演出）、永盛健之・香川かおり（オフィスながも）
- 演出：高橋洋平（D:COMPLEX、以前は取材ディレクター→ディレクター）
- チーフプロデューサー：朝妻一（2020年10月11日 -、2014年4月6日 - 2014年6月29日→一時離脱→2015年10月 - 2020年10月4日はプロデューサー）
- 協力：Orange.【週替り】
- 制作協力：D:COMPLEX、オフィスながも（ながも→表記なし）
- 制作：フジテレビスタジオ戦略本部第3スタジオ（旧バラエティ制作センター→バラエティ制作部→制作局第二制作センター→編成局制作センター第二制作室→編成制作局制作センター第二制作室→編成制作局バラエティー制作センター→編成総局バラエティ制作局バラエティ制作センター）
- 制作著作：フジテレビ

### 歴代のスタッフ
- 企画協力：秋元康
- ナレーター：日高のり子（2014年4月6日 - 2025年3月30日）
- 構成：渡邉賢史、山根まひろ、鈴木裕土、オオガネクヨシタカ、木村タカヒロ、長谷川優、佐藤大地、鹿谷忠弘、オンダユウ
- TD/SW：藤谷治男
- SW：永野進
- CAM：水長卓朗、前田佑太、福永顕芳
- AUD：大島啓光、神田英幸、早見哲平、水本陵太、森久千陽、重留園子
- VE：末永丈士、米田祐基、八橋大輔、大西幸二
- LD：大野遥平、甲斐則行
- タイトルCG︰happy project、123RF
- イラスト：中村サトル
- 編集：遠俊一、古屋卓
- MA：倉光恵一、宝積伸示、小田島真美、内山祐希
- ヘアメイク︰酒井さとみ
- 美術プロデューサー：森健彦
- デザイン：飯塚洋行
- 美術進行：高田修司、堀内信武
- 大道具：内海靖之
- 大道具操作：山寺宏幸
- 装飾：菊地誠
- アクリル装飾：石橋誉礼
- 技術協力：サンフォニックス、放映サービス、e-naスタジオ、BLUE BEAT、スパイスラボ【毎週】、IMAGICA、スパイスファクトリー、ノーステレビスタッフ、キャミックス、アルカディア、トラストネットワーク、金沢映像センター、HBC FLEX、KBC映像、エーティーシー、イメージランド、琉球トラスト
- TK：野村佳乃子
- 広報：為永佐知男、佐藤未郷、木場晴香、山本麻祐子、高橋慶哉
- 営業：橋本英司、増子知希、吉川厚、宮川健、佐藤三保子、村尾一樹、池田茉央、澁川大輔
- 制作デスク：小笠原有莉、北澤香名、岩崎眞実、矢羽々美紗子、藤波里奈、長沢有希（長沢→以前はAP）
- AD：川上大機、石岡孝明、西村聡太、森碧の、岸本泰、森岡莉沙、田村満穂、天沼功樹、舟根佳祐、冨田祐子、堀川美由希、伊波希、村瀬拓也、二木拓馬、池上薫、梅谷涼、中谷駿介、武山貴洋、植木亮太、古田島裕太、小野島佑、冨宇加けやき、中島涼香、小澤恵、知古嶋しの（ディレクターの回あり）、遠藤竜也（D:COMPLEX、ディレクターの回あり）
- AP：福島愛子、永井美由紀、近藤梨紗、尾台優美、柴垣早智子、馬場瞳
- 取材ディレクター：小林悦子、乙坂友一、吉野和子、寺尾康佑、青井真宏
- ディレクター：抗田浩輔、黒崎遼、中野聡、若松芳行、若井啓之、太田直登、松延由子、茂垣考宏、横田哲平（D:COMPLEX）
- 協力プロデュース：吉田昇（2014年4月6日 - 2015年6月）、松本祐紀（2014年4月6日 - 6月29日）、夏野亮
- プロデューサー：松崎光洋（2014年4月6日 - 10月26日）、金井尚史（2014年11月9日 - ）、蜜谷浩弥（2016年4月 - ）、速水大介（2016年10月 - 2017年6月）、竹岡直弘（2017年7月 - ）、滝澤美衣奈（2018年4月 - 2020年10月4日）、飯村徹郎（2020年10月11日 - 2021年6月）、鈴木美絵
- チーフプロデューサー：黒木彰一（2014年4月6日 - 10月26日）、濱野貴敏（2014年11月2日 - 2020年10月4日、協力プロデュースでは2014年4月6日 - 6月29日、プロデューサーでは7月6日 - 10月26日）

## ネット局と放送時間
| 放送対象地域   | 放送局                    | 系列                                         | 放送開始日     | 放送時間（JST）    | ネット状況 |
| -------------- | ------------------------- | -------------------------------------------- | -------------- | ------------------ | ---------- |
| 関東広域圏     | フジテレビ（CX）          | フジテレビ系列                               | 2014年4月6日 - | 日曜 11:15 - 11:45 | 【制作局】 |
| 北海道         | 北海道文化放送（uhb）     | フジテレビ系列                               | 2014年4月6日 - | 日曜 11:15 - 11:45 | 同時ネット |
| 岩手県         | 岩手めんこいテレビ（mit） | フジテレビ系列                               | 2014年4月6日 - | 日曜 11:15 - 11:45 | 同時ネット |
| 宮城県         | 仙台放送（OX）            | フジテレビ系列                               | 2014年4月6日 - | 日曜 11:15 - 11:45 | 同時ネット |
| 秋田県         | 秋田テレビ（AKT）         | フジテレビ系列                               | 2014年4月6日 - | 日曜 11:15 - 11:45 | 同時ネット |
| 山形県         | さくらんぼテレビ（SAY）   | フジテレビ系列                               | 2014年4月6日 - | 日曜 11:15 - 11:45 | 同時ネット |
| 福島県         | 福島テレビ（FTV）         | フジテレビ系列                               | 2014年4月6日 - | 日曜 11:15 - 11:45 | 同時ネット |
| 新潟県         | NST新潟総合テレビ（NST）  | フジテレビ系列                               | 2014年4月6日 - | 日曜 11:15 - 11:45 | 同時ネット |
| 長野県         | 長野放送（NBS）           | フジテレビ系列                               | 2014年4月6日 - | 日曜 11:15 - 11:45 | 同時ネット |
| 静岡県         | テレビ静岡（SUT）         | フジテレビ系列                               | 2014年4月6日 - | 日曜 11:15 - 11:45 | 同時ネット |
| 富山県         | 富山テレビ（BBT）         | フジテレビ系列                               | 2014年4月6日 - | 日曜 11:15 - 11:45 | 同時ネット |
| 石川県         | 石川テレビ（ITC）         | フジテレビ系列                               | 2014年4月6日 - | 日曜 11:15 - 11:45 | 同時ネット |
| 福井県         | 福井テレビ（FTB）         | フジテレビ系列                               | 2014年4月6日 - | 日曜 11:15 - 11:45 | 同時ネット |
| 中京広域圏     | 東海テレビ（THK）         | フジテレビ系列                               | 2014年4月6日 - | 日曜 11:15 - 11:45 | 同時ネット |
| 近畿広域圏     | 関西テレビ（KTV）         | フジテレビ系列                               | 2014年4月6日 - | 日曜 11:15 - 11:45 | 同時ネット |
| 島根県・鳥取県 | さんいん中央テレビ（TSK） | フジテレビ系列                               | 2014年4月6日 - | 日曜 11:15 - 11:45 | 同時ネット |
| 岡山県・香川県 | 岡山放送（OHK）           | フジテレビ系列                               | 2014年4月6日 - | 日曜 11:15 - 11:45 | 同時ネット |
| 広島県         | テレビ新広島（tss）       | フジテレビ系列                               | 2014年4月6日 - | 日曜 11:15 - 11:45 | 同時ネット |
| 愛媛県         | テレビ愛媛（EBC）         | フジテレビ系列                               | 2014年4月6日 - | 日曜 11:15 - 11:45 | 同時ネット |
| 高知県         | 高知さんさんテレビ（KSS） | フジテレビ系列                               | 2014年4月6日 - | 日曜 11:15 - 11:45 | 同時ネット |
| 福岡県         | テレビ西日本（TNC）       | フジテレビ系列                               | 2014年4月6日 - | 日曜 11:15 - 11:45 | 同時ネット |
| 佐賀県         | サガテレビ（STS）         | フジテレビ系列                               | 2014年4月6日 - | 日曜 11:15 - 11:45 | 同時ネット |
| 長崎県         | テレビ長崎（KTN）         | フジテレビ系列                               | 2014年4月6日 - | 日曜 11:15 - 11:45 | 同時ネット |
| 熊本県         | テレビくまもと（TKU）     | フジテレビ系列                               | 2014年4月6日 - | 日曜 11:15 - 11:45 | 同時ネット |
| 大分県         | テレビ大分（TOS）         | 日本テレビ系列 フジテレビ系列                | 2014年4月6日 - | 日曜 11:15 - 11:45 | 同時ネット |
| 宮崎県         | テレビ宮崎（UMK）         | フジテレビ系列 日本テレビ系列 テレビ朝日系列 | 2014年4月6日 - | 日曜 11:15 - 11:45 | 同時ネット |
| 鹿児島県       | 鹿児島テレビ（KTS）       | フジテレビ系列                               | 2014年4月6日 - | 日曜 11:15 - 11:45 | 同時ネット |
| 沖縄県         | 沖縄テレビ（OTV）         | フジテレビ系列                               | 2014年4月6日 - | 日曜 11:15 - 11:45 | 同時ネット |

全編ネットワークセールス枠ではあるが、一部系列では独自のスポーツ中継特番によって、臨時で時差ネットになることがある。
年末年始や毎年3月の第1日曜日に開催している『東京マラソン』中継がフジテレビ系列担当の場合と毎年3月第2日曜日に開催している『名古屋ウィメンズマラソン』（東海テレビ制作）中継は番組休止となる。また、2019年まで及び2023年・2024年は『FNSの日』、2025年7月6日（予定）は中居正広・フジテレビ問題に伴う特別番組『検証 フジテレビ問題～反省と再生・改革～』がそれぞれ放送されていたことから番組休止となっていた。

### 過去のネット局
番組スポンサー変更に伴い、以下の系列外局でのネットを打ち切った。
- 山梨放送（YBS・日本テレビ系列）：2014年4月26日（4月25日深夜）から2017年4月1日（3月31日深夜）まで、土曜未明（金曜深夜）に放送。
- 青森朝日放送（ABA・テレビ朝日系列）：2014年4月12日から2017年4月1日まで、土曜17:00 - 17:30に放送。
- 山口放送（KRY・日本テレビ系列）：2014年5月2日（5月1日深夜）から2017年4月7日（4月6日深夜）まで、金曜0:54 - 1:24（木曜深夜）に放送。